# Fuera de serie (álbum de Lito & Polaco)
Fuera De Serie es el tercer álbum de los cantantes Lito & Polaco lanzado en el 2004.

## Producción
Este fue el tercer trabajo musical del dúo, el álbum fue elaborado por la compañía discográfica Pina Records, las pistas y los arreglos musicales fueron hechos por los productores Raphy Pina, DJ Blass, DJ Dicky, DJ Reggie, Harry Digital, Mind Duela, Richard Marcell, Rafy Mercenario, Noriega, Eliel y Luny Tunes, el álbum fue distribuido por la empresa matriz Universal Music Group.
Este álbum estuvo en los primeros lugares de las listas de los mejores álbumes latinos de ese año, alcanzó el segundo lugar de Billboard en el "Latin Tropical Álbum" y también alcanzó la posición 28 en los mejores "Latin Albums" del año, gracias a estos reconocimientos por los éxitos y grandes producciones, Lito y Polaco son considerados dos de los mejores artistas que tiene el género rap y reguetón.

## Colaboraciones
La promoción del álbum empezó con el rap tiraera al cantante Julio Voltio con la participación de Rafy Pina, sin embargo, estema finalmente no fue incluido en la lista oficial de temas. 
El álbum contó con la colaboración de grandes artistas en diferentes canciones, los artistas invitados fueron Nicky Jam gran amigo del dúo, Divino, Don Chezina, Jacob, La Secta AllStar, el cantante mexicano Pablo Portillo y Tino & Peaches.

## Videos
Los videos que salieron de esta producción fueron en ritmo de reggaeton "Gata Traicionera", en donde el dúo canta con Jacob y el video de la canción "Loco" de Nicky Jam. Asimismo, también se grabo el video del rap "Ella Vive Sola" en donde el dúo canta con el rockero Gustavo Laureano del Grupo La Secta AllStar, muy reconocidos en la isla de Puerto Rico, el tema fue uno de los más exitosos debido al tema social (Sida) en el contenido de sus letras. 

## Lista de canciones
| No. | Canción                                                                    | Artista(s)                           |
| --- | -------------------------------------------------------------------------- | ------------------------------------ |
| 1.  | Intro                                                                      | Lito & Polaco                        |
| 2.  | Tú Me Guayaste                                                             | Lito & Polaco feat. Nicky Jam        |
| 3.  | Ojos de Diabla                                                             | Lito & Polaco feat. Divino           |
| 4.  | Andamos Prestao                                                            | Polaco                               |
| 5.  | La Calle Está Difícil                                                      | Lito & Polaco                        |
| 6.  | Sicario de Barrio                                                          | Lito MC Cassidy feat. Don Chezina    |
| 7.  | Gata Traicionera                                                           | Lito & Polaco feat. Jacob            |
| 8.  | Ella Vive Sola                                                             | Lito & Polaco feat. Gustavo Laureano |
| 9.  | Te Quiero Ver Bailar                                                       | Lito & Polaco feat. Pablo Portillo   |
| 10. | Auxilio                                                                    | Lito MC Cassidy                      |
| 11. | Eso Eso                                                                    | Lito & Polaco                        |
| 12. | Na Que Buscar Con Mi Lámpara (Tiraera a: Vico C, Eddie Dee, Tego Calderón) | Polaco                               |
| 13. | Make You Sweat                                                             | Lito MC Cassidy feat. Tino & Peaches |
| 14. | A Puercos Como Tú (Tiraera a: Tego Calderón)                               | Lito & Polaco                        |
| 15. | Loco                                                                       | Nicky Jam                            |
| 16. | Te Quedas Callá                                                            | Lito & Polaco                        |

## Posicionamiento
| Año  | Top Albums (2004)             | Posición | Semanas |
| ---- | ----------------------------- | -------- | ------- |
| 2004 | Billboard Top Latin Albums    | 28       | 6       |
| 2004 | Billboard Top Tropical Albums | 2        | 13      |